# Odo (род)
Odo (лат.) — род пауков семейства Xenoctenidae, содержащий 27 видов, встречающихся в Центральной и Южной Америке, а также в Австралии.

## Описание
От других представителей семейства Xenoctenidae отличается по строению копулятивных органов самцов. Тегулярный отросток на педипальпах доходит до вершины эмболюса.

## Виды
По состоянию на 2024 год род включает следующие виды:
- Odo abudi (Alayón, 2002) — Гаити (остров)
- Odo agilis (Simon, 1897) — Сент-Томас
- Odo ariguanabo (Alayón, 1995) — Куба
- Odo australiensis (Hickman, 1944) — Центральная Австралия
- Odo blumenauensis (Mello-Leitão, 1927) — Бразилия
- Odo bruchi (Mello-Leitão, 1938) — Аргентина
- Odo cubanus (Franganillo, 1946) — Куба
- Odo desenderi (Baert, 2009) — Галапагос
- Odo drescoi (Caporiacco, 1955) — Венесуэла
- Odo galapagoensis (Banks, 1902) — Галапагос
- Odo gigliolii (Caporiacco, 1947) — Гайана
- Odo incertus (Caporiacco, 1955) — Венесуэла
- Odo insularis (Banks, 1902) — Галапагос
- Odo keyserlingi (Kraus, 1955) — Сальвадор
- Odo lenis (Keyserling, 1887) — Никарагуа
- Odo limitatus (Gertsch & Davis, 1940) — Мексика
- Odo lycosoides (Chamberlin, 1916) — Перу
- Odo maelfaiti (Baert, 2009) — Галапагос
- Odo obscurus (Mello-Leitão, 1936) — Бразилия
- Odo patricius (Simon, 1900) — Перу, Чили
- Odo pulcher (Keyserling, 1891) — Бразилия
- Odo roseus (Mello-Leitão, 1941) — Аргентина
- Odo sericeus (Mello-Leitão, 1944) — Аргентина
- Odo serrimanus (Mello-Leitão, 1936) — Бразилия
- Odo similis (Keyserling, 1891) — Бразилия
- Odo tulum (Alayón, 2003) — Мексика
- Odo vittatus (Mello-Leitão, 1936) — Бразилия